# Icehouse
Gli Icehouse sono un gruppo musicale australiano attivo dal 1977, sospeso fra i generi new wave, rock sperimentale e pop.

## Storia degli Icehouse
La band, capitanata da Iva Davies, cantante e polistrumentista, ha raggiunto l'apice del successo negli anni ottanta, dopo la pubblicazione degli album Flowers (1980) e Icehouse (1981).
Seguirono altri lavori, come Primitive Man (1982), Love In Motion (1983), Sidewalk (1984), Boxes (1985), Measure For Measure (1986), Man Of Colour (1987), Great Southern Land (1989), Code Blue (1990), Big Wheel (1993), The Berlin Tapes (1995).
Iva ha realizzato anche alcuni album da solista, fra i quali la colonna sonora del film Master & Commander con Russell Crowe (2003).
Fra le hit di maggior successo meritano una citazione No Promises, Walls, Great Southern Land, Electric Blue, Hey Little Girl.
Nel 2004 Iva Davies ha nuovamente prodotto un album a nome Icehouse, intitolato Heroes e contenente cover di differenti autori: Lou Reed, Talking Heads, Simple Minds, Bryan Ferry, David Bowie.

## Discografia

### Album in studio
- 1980 - Icehouse
- 1982 - Primitive Man
- 1984 - Sidewalk
- 1986 - Measure for Measure
- 1987 - Man of Colours
- 1990 - Code Blue
- 1993 - Big Wheel
- 1995 - The Berlin Tapes
- 2011 - Icehouse - 30th Anniversary Edition

### EP
- 1983 - Fresco
- 1993 - Spin One

### Remix
- 1994 - Full Circle
- 2002 - Meltdown

### Raccolte
- 1987 - Icehouse: Live at the Ritz
- 1989 - Great Southern Land
- 1992 - Masterfile
- 1995 - The Singles
- 1996 - Love in Motion
- 1997 - No Promises
- 2004 - Heroes
- 2011 - White Heat: 30 Hits